# Уємський
Уємський (рос. Уемский) — селище в Приморському районі Архангельської області Російської Федерації.
Населення становить 4232 особи. Входить до складу муніципального утворення Уемське поселення.

## Історія
Від 2004 року входить до складу муніципального утворення Уемське поселення.

## Населення
| 1959 | 1970  | 1979  | 1989  | 2002  | 2010  | 2012  |
| ---- | ----- | ----- | ----- | ----- | ----- | ----- |
| 3907 | ↘3366 | ↗4905 | ↘4211 | ↘3735 | ↗3742 | ↗3910 |